# Luis Alberto Lacalle
Luis Alberto Lacalle de Herrera (ur. 13 lipca 1941 w Montevideo) – prezydent Urugwaju w latach 1990–1995, z wykształcenia prawnik.

## Życiorys
Jest absolwentem narodowego Uniwersytetu Republiki, gdzie uzyskał dyplom prawnika. Jednak po ukończeniu studiów pracował od 1961 jako dziennikarz.
Jest wnukiem dawnego lidera partii Blancos Luisa Alberto de Herrera, który przyjął go do niej w wieku 17 lat. W 1971 został deputowanym Izby Reprezentantów z Montevideo. Piastował to stanowisko do 1973. W okresie przywracania demokracji w 1984 był senatorem oraz wiceprzewodniczącym Senatu. W 1989 zdecydował się wystartować w wyborach prezydenckich. Po zwycięstwie objął urząd 1 marca 1990 na pięcioletnią kadencję. W czasie swych rządów wdrażał program gospodarczy oparty na zasadach wolnego rynku. Był także wraz z prezydentami Paragwaju, Brazylii i Argentyny jednym z założycieli Mercosur, który to zakończył się ratyfikacją Traktatu z Asunción w 1991.
W 1992 jego program wolnorynkowych reform tracił poparcie coraz szerszych rzesz społeczeństwa, które to w referendum zadało im ostateczny cios. W kolejnych tym razem przegranych wyborach partia Blancos nie wystawiła już na kandydata z jej ramienia Lacalle, a postawiła na Juana Andrésa Ramíreza.
W 2009 został kandydatem Partii Narodowej (Blancos) w wyborach prezydenckich. W I turze wyborów 25 października 2009 zajął drugie miejsce, zdobywając 29,1% głosów, za José Mujicą, który uzyskał 48% głosów poparcia. 29 listopada 2009 zmierzył się z nim w II turze wyborów, którą przegrał stosunkiem głosów 43,3% do 52,6%.

## Odznaczenia (lista niepełna)
- Łańcuch Orderu Wyzwoliciela San Martina (1991, Argentyna)
- Łańcuch Orderu Kondora Andów (1991, Boliwia)
- Krzyż Wielki Orderu Krzyża Południa (1991, Brazylia)
- Łańcuch Orderu Zasługi (1991, Chile)
- Łańcuch Orderu Zasługi (1990, Ekwador)
- Łańcuch Orderu Izabeli Katolickiej (1992, Hiszpania)
- Krzyż Wielki Orderu Zasługi (1995, Polska)[6]
- Krzyż Wielki Orderu św. Michała i św. Jerzego (1993, Wielka Brytania)[7]